# Songwriter (альбом Джонни Кэша)
Songwriter — 72-й студийный альбом (и пятый посмертно выпущенный студийный альбом) Джонни Кэша. Он был выпущен 28 июня 2024 года на лейбле Mercury Nashville.
Альбом спродюсирован Джоном Картером Кэшем, сыном Джонни Кэша. Содержит одиннадцать оригинальных песен. Главный сингл альбома, «Well Alright», был выпущен 23 апреля 2024 года.

## Трек-лист
| №                   | Название                             | Длительность |
| ------------------- | ------------------------------------ | ------------ |
| 1.                  | «Hello Out There»                    | 3:03         |
| 2.                  | «Spotlight»                          | 2:47         |
| 3.                  | «Drive On»                           | 3:21         |
| 4.                  | «I Love You Tonite»                  | 3:20         |
| 5.                  | «Have You Ever Been to Little Rock?» | 2:43         |
| 6.                  | «Well Alright»                       | 2:12         |
| 7.                  | «She Sang Sweet Baby James»          | 3:20         |
| 8.                  | «Poor Valley Girl»                   | 2:16         |
| 9.                  | «Soldier Boy»                        | 2:49         |
| 10.                 | «Sing It Pretty Sue»                 | 2:17         |
| 11.                 | «Like a Soldier»                     | 2:45         |
| Общая длительность: | Общая длительность:                  | 30:53        |

## Критика
Альбом Songwriter был весьма положительно оценён музыкальными критиками.

## Предыстория
Альбом был записан в 1993 году. Кэш отложил выпуск этого альбома, чтобы выпустить American Recordings, хотя для этого альбома он использовал перезаписанные песни «Drive On» и «Like A Soldier». Одна из песен, «I love you tonite», посвящена его отношениям со своей женой Джун Картер Кэш.